# Ђованијева соба
Ђованијева соба (енгл. Giovanni's Room) је други роман америчког аутора Џејмса Болдвина, прича о младићу Дејвиду и његовим помешаним осећањима када у Паризу схвата да је хомосексуалац.

## Синопсис
Роман почиње Дејвидовим сећањима. Најпре се присећа свог првог, изненадног сексуалног искуства са мушкарцем, и живота са оцем који се одавао алкохолу. Једина жеља његовог оца била је да Дејвид постане прави мушкарац. Због тога је овај и сам једно време пио, све док није доживео саобраћајну несрећу и одлучио да се одсели у Француску. У Паризу упознаје Жака, са којим почиње да се проводи. У једном геј бару, Жак га упознаје са Ђованијем, младим Италијаном који ту ради као бармен. Нешто касније те вечери Ђовани и Дејвид воде љубав, те тада почиње њихова романса. Дејвид се потом настањује у Ђованијевом стану, који је увек био мрачан како би они имали довољно приватности. Међутим, како време пролази он жели да провери да ли и даље са женама може имати нормалан секс, па се убрзо у њиховом заједничком животу појављује пар девојака што Ђованија чини љубоморним и бесним. Дејвид објављује Ђованију да ће се ускоро венчати, и да њихова веза треба да се оконча јер угрожава његову мужевност. Потом се са својом будућом супругом сели у јужну Француску. Ђовани у почетку тешко подноси њихов растанак, да би касније почео да излази са једним старијим и угледним човеком. После извесног времена, власник бара у коме је Ђовани радио је убијен и овај је главни осумњичени. Роман се завршава Дејвидовим кајањем и жаљењем за изгубљеним животом са Ђованијем, који је погубљен у Паризу због наводног убиства.